# 리즐 존스
리즐 마리 존스(Leisel Marie Jones, OAM, 1985년 8월 30일 ~ )는 오스트레일리아의 수영 선수이자, 3개의 올림픽에서 총 8개의 메달을 획득하였다.
퍼넬러피 헤인스와 더불어 가장 위대한 평영 선수들 중의 하나로 알려졌다.

## 생애
노던 준주 캐서린에서 출생하여 사우던 크로스 로마 가톨릭교회 계열 학교 재학 중, 퀸즐랜드주의 스카보로에 있는 레드클리프 클럽에서 훈련을 받아왔다. 후에 브리즈번 포티튜드밸리 수영장으로 옮겨 스위스 출신의 코치 슈테판 비드마르 아래에서 훈련을 받았다.

## 경력
2000년 5월 시드니에서 열린 국내 대회에서 100m 평영 출전에 합격하여 14세의 나이로 오스트레일리아 수영 팀에 선발되었다. 그리하여 전 세계 챔피언 서맨사 라일리의 국제 경력을 끝냈다.

## 2000년 올림픽
시드니 올림픽에 참가하여 100m 평영에서 미국의 메건 쿠안에 밀려 2위를 하였다. 다이내나 캘럽, 페트리아 토머스, 수지 오닐과 팀을 이루어 400m 혼계영에서도 은메달을 땄다. 존스는 수영에 집중하기 위하여 15세에 학교를 떠났다고 한다.
2001년 후쿠오카에서 열린 세계 수상 선수권 대회에서 100m 평영의 우승 후보로 보였으나, 중국의 뤄쉐좐에게 밀려 2위를 하였다. 200m 평영에 국제 데뷔를 하였으나 4위에 머물렀다. 그녀는 캘럽, 토머스, 세라 라이언과 팀을 이루어 400m 혼계영을 우승하였다.
2002년 맨체스터에서 열린 코먼웰스 게임에서 평영의 양종목을 우승하여 국제 활동 무대의 첫 타이틀을 주장하였다. 오스트레일리아 팀은 혼계영에서도 우승을 한다.
2003년 초순에 200m 개인 혼영에서 존스는 오스트레일리아 기록을 세웠다. 그해 후순에 바르셀로나에서 열린 세계 수상 선수권 대회에서 자신있게 시작하여 100m 평영의 준결승전에서 1분 06.37초의 세계 기록을 세웠다. 그러나 결승전에서는 신경에 굴복하여 3위로 왔다. 200m 평영에서는 어맨다 비어드에게 밀려 은메달을 따고, 혼계영에서 동메달을 땄다.
아테네 올림픽이 다가오면서 브리즈번에서 열린 국내 대회에서 200m 평영의 세계 기록(2분 22.96초)을 세웠다.

## 2004년 올림픽
아테네 올림픽에서 100m 평영 준결승전에서 올림픽 기록 1분 06.78초를 세우면서 결승전 진출에 재빠르게 합격하였다. 그러나 결승전에서 3위로 오고, 200m 평영에서 다시 비어드에게 밀려 2위를 하였다. 그러나 혼계영에서 오스트레일리아 팀이 우승하면서 존스는 첫 올림픽 금메달을 획득하였다.
존스의 100m 평영 세계 기록은 2005년 몬트리올에서 열린 세계 수상 선수권 대회에서 제시카 하디에 의하여 깨졌다. 그 주의 후반에 자신의 악을 몰아내면서, 200m 평영 세계 신기록(2분 21.72초)를 세워 자신의 라이벌들을 6m 이상 뒤로 몰아내면서 우승을 하였다. 존스와 오스트레일리아 팀은 혼곙영에서 쉽게 우승하였다.
이 수고로 스위밍 월드 잡지에 의하여 "올해의 여성 세계 수영 선수"로 선정되었다.
2006년 멜버른에서 열린 코먼웰스 게임에서 3개의 평영(50m, 100m, 200m) 종목을 휩쓸면서, 경기 역사상 평영 종목 우승에 첫 성과를 이루었다. 토머스는 4년 전에 3개의 접영 우승을 휩쓸었다.
2007년 세계 선수권 대회에서 존스는 100m, 200m 평영과 혼계영을 우승하였으며, 50m 평영에서는 2위를 하였다. 그러고나서 브리즈번과 비드마르를 떠나 로한 테일러 아래에서 훈련을 시작하였다. 베이징 올림픽 선발을 위한 국내 선수권 대회에서 평영의 양종목을 우승하였다.

## 2008년 올림픽
베이징 올림픽에서 존스는 1분 05.17초의 기록으로 100m 평영을 우승하였으며, 2위로 들어온 리베카 소니보다 1.66초 앞섰다. 200m 평영의 우승 후보로 보였지만, 세계 기록과 우승한 소니에 밀려 2위를 하였다. 혼계영에서 오스트레일리아 팀이 이전 세계 기록을 3초로 깨면서 우승을 차지하였다.
그해 10월에 열린 국제 올스타 팀의 일원으로서 "올해의 텔스트라 수영 선수" 상을 수상하였다.
베를린에서 열린 월드컵 대회에서 100m-200m 평영(쇼트 코스) 세계 기록을 세웠다.

## 2012년 올림픽
존스는 2012년 런던 올림픽 출전에 목표를 세우면서, 2010년 팬패시픽 선수권 대회와 코먼웰스 게임에 참가하였다. 그해에 열린 오스트레일리아 텔스트라 수영 선수권 대회에서 3개의 평영(50m, 100m, 200m) 종목들을 우승하였다.
미국 어바인에서 열린 팬패시픽 선수권 대회에서 3개의 은메달과 1개의 동메달을 획득하였다. 50m 평영에서는 제시카 하디와 동료 선수 리스턴 피켓에 밀려 3위로 오고, 나머지 평영 종목들에서는 리베카 소니에 밀려 2위로 왔다.
런던 올림픽에 출전하는 데 채택된 존스는 4개의 올림픽에 나간 첫 오스트레일리아 수영 선수가 되었다. 에밀리 시봄, 앨리셔 카우츠와 멜러니 슐랭어와 함께 400m 혼계영 은메달을 획득하였다.

## 같이 보기
- 올림픽 수영 여자 메달리스트 목록
- 수영 평영 100m 세계 기록 추이
- 수영 평영 200m 세계 기록 추이
- 수영 혼계영 400m 세계 기록 추이